# Società Sportiva Serenissima 1930-1931
Questa pagina raccoglie i dati riguardanti la Società Sportiva Serenissima nelle competizioni ufficiali della stagione 1930-1931.

## Stagione
Nella stagione 1930-1931 a Venezia tira aria di rinnovamento, per poter mantenere la squadra lagunare nel secondo livello calcistico, vi è stato un cambio di denominazione e anche dei colori sociali. Il nuovo nome del Venezia è Società Sportiva Serenissima, mentre per i nuovi colori sociali, dismesso il neroverde, si è adottato il rosso veneziano della bandiera del Leone di San Marco, con il leone marciano sul petto. Nel campionato di Serie B la squadra lagunare si piazza in nona posizione a metà classifica, con un bottino di 36 punti. Al termine del girone di andata è decima con 16 punti. Due atleti veneziani in doppia cifra nella classifica dei marcatori, Alfredo Giuge realizza 13 centri, mentre Aldo Gorini firma 11 reti. Sono state promosse in Serie A la Fiorentina ed il Bari che hanno vinto il torneo con 46 punti.

## Rosa
| N. |                   | Ruolo | Calciatore            |
| -- | ----------------- | ----- | --------------------- |
|    | Italia (bandiera) | D     | Angelo Bianchi        |
|    | Italia (bandiera) | A     | Vittorio Bonello (II) |
|    | Italia (bandiera) | A     | Filiberto Borin (III) |
|    | Italia (bandiera) | C     | Giovanni Borin (II)   |
|    | Italia (bandiera) | A     | Serafino Carrera      |
|    | Italia (bandiera) | A     | Luigi D'Indri         |
|    | Italia (bandiera) | A     | Olinio Esposto        |
|    | Italia (bandiera) | A     | Alfredo Giuge         |
|    | Italia (bandiera) | A     | Aldo Gorini           |
|    | Italia (bandiera) | C     | Emilio Magrini        |

| N. |                   | Ruolo | Calciatore            |
| -- | ----------------- | ----- | --------------------- |
|    | Italia (bandiera) | C     | Vincenzo Migotti      |
|    | Italia (bandiera) | D     | Giovanni Mion         |
|    | Italia (bandiera) | A     | Massimiliano Olivieri |
|    | Italia (bandiera) | P     | Secondo Roggero       |
|    | Italia (bandiera) | P     | Filippo Sambo         |
|    | Italia (bandiera) | D     | Mario Signoretto      |
|    | Italia (bandiera) | C     | Giovanni Vianello     |
|    | Italia (bandiera) | P     | Mario Zambelli        |
|    | Italia (bandiera) | A     | Emilio Zambon         |
|    | Italia (bandiera) | C     | Vittorio Zennaro      |

## Risultati

### Campionato di Serie B

#### Girone di andata
| Arbitro: | R. Barlassina (Novara) |

|                        |           |                             |
| Gorini 12’ Zennaro 84’ | Marcatori | 36’, 81’ Piffer 54’ Molinis |

| Arbitro: | Tagliabue (Milano) |

|                                            |           |  |
| A. Bianchi 36’ Carrera 58’ Gorini 59’, 87’ | Marcatori |  |

| Arbitro: | Corradini (Bologna) |

|                           |           |  |
| Bartesaghi 14’ Frossi 89’ | Marcatori |  |

| Arbitro: | Giulini (Lodi) |

|                        |           |                  |
| F. Borin 39’ Giuge 58’ | Marcatori | 66’ Dalle Vedove |

| Arbitro: | Ciamberlini (Genova) |

|                      |           |               |
| Lazzeroni 23’ (rig.) | Marcatori | 2’ V. Bonello |

| Arbitro: | Turbiani (Ferrara) |

|                                               |           |             |
| A. Bianchi 15’ (rig.) Giuge 25’, 54’ Mion 70’ | Marcatori | 24’ Bodrato |

| Arbitro: | Beretta (Novi Ligure) |

|  |           |               |
|  | Marcatori | 4’, 7’ Gorini |

| Arbitro: | Dall'Era (Brescia) |

|          |           |              |
| Mion 51’ | Marcatori | 60’ Scategni |

| Arbitro: | Mattea (Torino) |

|                          |           |  |
| Prendato 52’ Bedendo 74’ | Marcatori |  |

| Venezia 30 novembre 1930 10ª giornata | Serenissima        | 0 – 0 | Derthona | Campo Sant'Elena\| Arbitro: \| Scorzoni (Bologna) \| |
| Arbitro:                              | Scorzoni (Bologna) |       |          |                                                      |

| Arbitro: | Sardi (Genova) |

|                         |           |  |
| Luchetti 35’ Serdoz 81’ | Marcatori |  |

| Arbitro: | Brighenti (Trento) |

|  |           |                           |
|  | Marcatori | 32’ Zambon 87’ A. Bianchi |

| Arbitro: | Pessato (Monfalcone) |

|            |           |                                           |
| Carrera 3’ | Marcatori | 30’ Panzeri 75’ Barisone 81’ F. Simonetti |

| Arbitro: | Mazzarini (Roma) |

|                                   |           |                     |
| Scioscia 7’ Paolini 65’ Ricci 74’ | Marcatori | 5’ (aut.) Valeriani |

| Arbitro: | Gonani (Ravenna) |

|             |           |  |
| F. Borin 3’ | Marcatori |  |

| Arbitro: | Sianesi (Milano) |

|                                      |           |           |
| Stocchi 7’, 82’ Poli 20’ Vaccari 60’ | Marcatori | 30’ Giuge |

| Arbitro: | Beretta (Novi Ligure) |

|                    |           |                            |
| Mion 44’ Giuge 65’ | Marcatori | 15’ Benatti 18’ V. Gravisi |

#### Girone di ritorno
| Monfalcone 8 febbraio 1931 18ª giornata | Monfalconese     | 0 – 0 | Serenissima | Campo Costanzo Ciano\| Arbitro: \| Cugnini (Ancona) \| |
| Arbitro:                                | Cugnini (Ancona) |       |             |                                                        |

| Arbitro: | Caironi (Milano) |

|                                                               |           |  |
| Biagini 15’ Patuzzi 31’ Cipriani 49’ Bonesini 67’, 70’ (rig.) | Marcatori |  |

| Arbitro: | Marchi (Bologna) |

|                |           |               |
| Giuge 22’, 66’ | Marcatori | 59’ D'Odorico |

| Arbitro: | Montà (Torino) |

|                      |           |                  |
| Cavicchioli 51’, 58’ | Marcatori | 10’ (rig.) Giuge |

| Arbitro: | Cugnini (Ancona) |

|           |           |  |
| Giuge 62’ | Marcatori |  |

| Arbitro: | Mazzini (Bologna) |

|             |           |            |
| Fossati 19’ | Marcatori | 59’ Gorini |

| Arbitro: | Pessato (Monfalcone) |

|                 |           |             |
| Gorini 17’, 56’ | Marcatori | 19’ Ghidoni |

| Arbitro: | Cugnini (Ancona) |

|                                                         |           |           |
| Rastelli 50’ D. Gay 74’ Scategni 77’ (rig.) Bottaro 85’ | Marcatori | 5’ Zambon |

| Arbitro: | U. Gama (Milano) |

|                                            |           |                    |
| Gorini 36’ Carrera 44’, 70’, 84’ Giuge 49’ | Marcatori | 52’ (rig.) Bedendo |

| Arbitro: | Sassi (Roma) |

|                              |           |            |
| P. Taverna 14’ Del Ponte 51’ | Marcatori | 65’ Gorini |

| Arbitro: | Rovida (Milano) |

|                                      |           |                     |
| V. Bonello 77’ A. Bianchi 82’ (rig.) | Marcatori | 17’, 80’ Baldinotti |

| Arbitro: | Gonani (Ravenna) |

|                               |           |              |
| V. Bonello 26’ A. Bianchi 89’ | Marcatori | 37’ Civinini |

| Arbitro: | Bevilacqua (Viareggio) |

|              |           |            |
| Barisone 52’ | Marcatori | 10’ Gorini |

| Arbitro: | Dall'Era (Brescia) |

|                         |           |            |
| Magrini 37’ Carrera 86’ | Marcatori | 71’ Radice |

| Novara 14 giugno 1931 32ª giornata | Novara             | 0 – 0 | Serenissima | Campo di via Lombroso\| Arbitro: \| Turbiani (Ferrara) \| |
| Arbitro:                           | Turbiani (Ferrara) |       |             |                                                           |

| Arbitro: | Brignone (Torino) |

|             |           |            |
| Giuge 90+1’ | Marcatori | 3’ Vaccari |

| Arbitro: | Papa (Genova) |

|                   |           |                            |
| Rizzatti 15’, 71’ | Marcatori | 50’ Magrini 65’, 67’ Giuge |